# Broomaceton
Broomaceton is een organische verbinding met als brutoformule C3H5BrO. De stof komt voor als een kleurloze vloeistof, die slecht oplosbaar is in water. De vloeistof wordt violet bij blootstelling aan licht. Broomaceton is een lacrimator en kan tranende ogen veroorzaken. Het wordt gebruikt bij de productie van andere organische verbindingen.

## Synthese
Broomaceton werd voor het eerst bereid in de 19de eeuw. Het wordt bereid uit een reactie van moleculair broom en aceton, met een zuur of base als katalysator:
Technisch is deze reactie lastig, omdat onder de reactieomstandigheden zowel 1,1-dibroom- als 1,1,1-tribroomaceton makkelijk gevormd worden. Uiteindelijk ontstaan bromoform en azijnzuur. De hele reactieserie staat bekend onder de naam haloformreactie.

## Toepassingen
Broomaceton werd tijdens de Eerste Wereldoorlog gebruikt als chemisch wapen. Door de Britten werd het BA genoemd, door de Duitsers B-Stoff. Door zijn toxiciteit wordt de stof nu niet meer gebruikt voor militaire doeleinden.
Broomaceton wordt nu enkel nog in laboratoria gebruikt bij de aanmaak van verschillende organische verbindingen.

## Toxicologie en veiligheid
De stof ontleedt bij verbranding met vorming van giftige dampen, onder andere waterstofbromide. Broomaceton reageert met oxiderende stoffen.
De stof is irriterend voor de ogen, de huid en de luchtwegen. Blootstelling kan tranende ogen veroorzaken. Langdurige blootstelling kan onherstelbare schade aan het gezichtsvermogen opleveren.